# Dorfkirche Eckolstädt

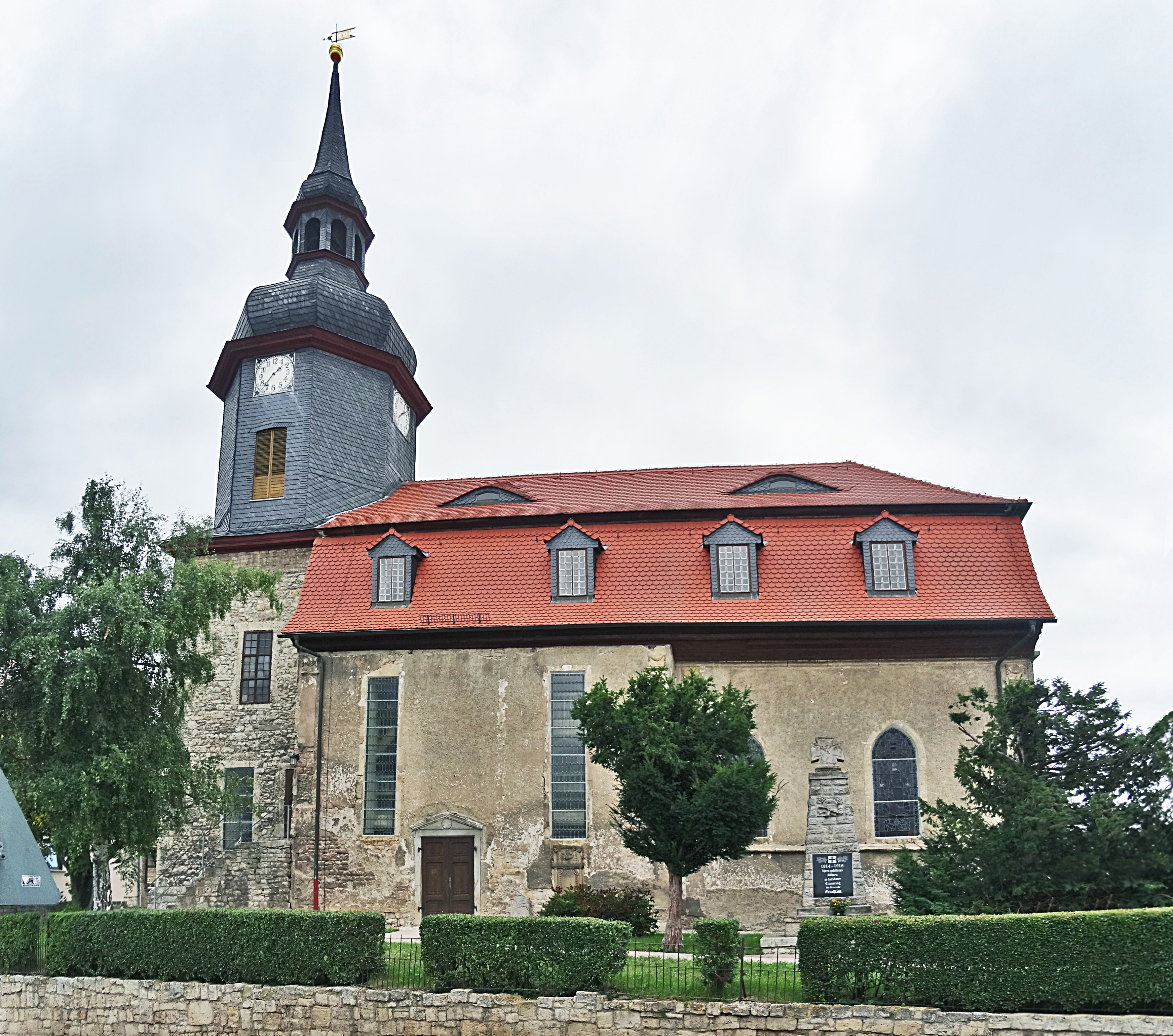
Die Kirche 2021

Die evangelische Dorfkirche Eckolstädt steht im Ortsteil Eckolstädt der Stadt Bad Sulza im Landkreis Weimarer Land in Thüringen. Sie gehört zum Pfarrbereich Dorndorf-Steudnitz im Kirchenkreis Eisenberg der Evangelischen Kirche in Mitteldeutschland.
Die Vorgängerkirche war eine Holzkirche. Teile der jetzigen Kirche gehen in das 11. und 12. Jahrhundert zurück. An der Nordseite fand man 1994/95 den alten Eingang mit zwei romanischen Rundbogenfenstern. Um 1348 wurde die Kirche mit dem gotischen Chor nach Osten erweitert.
Es gab mehrere Brände.

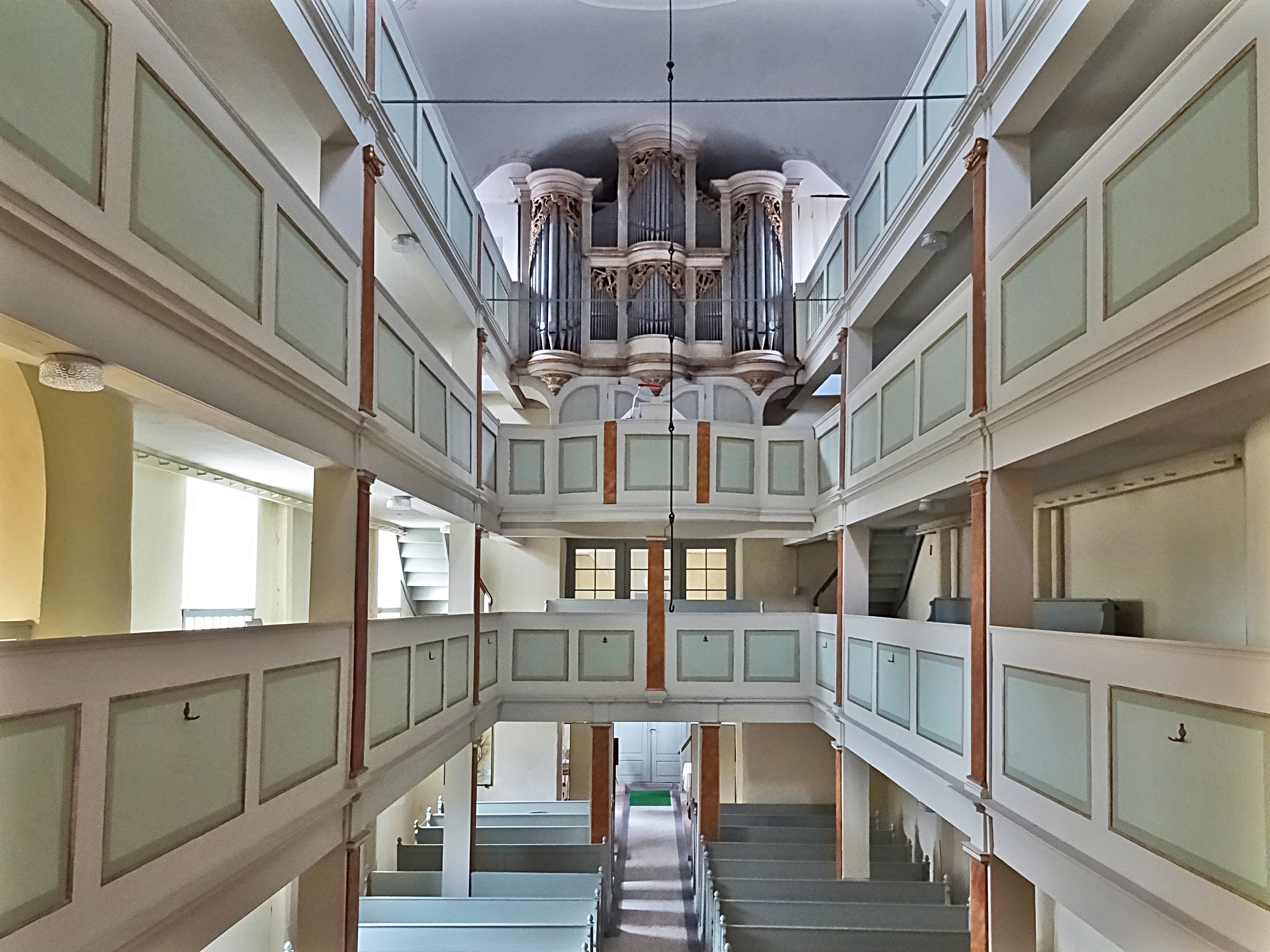
Innenansicht mit Orgel

Die klassizistische Ausstattung stammt vom Wiederaufbau 1808 bis 1810. Die Innenausmalung ist von 1905 und 1994 bis 1997. Dreigeschossige Emporen reichen bis unter das Tonnengewölbe. Die obere Empore ist umlaufend. Der Kanzelaltar hat ionische Säulen und Pilaster.
Die Orgel mit 22 Registern, verteilt auf 2 Manuale und Pedal, ist 1818 von Johann August Poppe aus Stadtroda gebaut worden.
Die Glocken sind durch die Brände zerstört worden. Um vorzubeugen, wurde im 19. Jahrhundert ein Glockenhaus neben die Kirche gestellt.